# Aechmea lasseri
Aechmea lasseri är en gräsväxtart som beskrevs av Lyman Bradford Smith. Aechmea lasseri ingår i släktet Aechmea och familjen Bromeliaceae. Inga underarter finns listade i Catalogue of Life.